# Колониальный орден Звезды Италии
Колониальный орден Звезды Италии (итал. l'Ordine Coloniale della Stella d'Italia) — орден Итальянского Королевства.

## История
Учреждён Декретом Короля Италии Виктора Эммануила III от 18 января 1914 года для награждения за выдающуюся службу на подвластных туземных территориях (в колониях). Награждались только итальянские граждане.
Министр колоний председательствовал в Совете ордена, который включал в себя: Первого секретаря Великого магистрата Ордена Святых Маврикия и Лазаря, канцлера Ордена Короны Италии, двух членов Совета по делам колоний, представителя Министра иностранных дел и генерального директора Министерства колоний.
Орден неоднократно модифицировался.
Королевским Декретом от 9 мая 1939 года было разрешено награждать орденом иностранных граждан.
В 1943 году, после потери Италией своих колоний, орден перестал присуждаться.

## Степени ордена
- Кавалер Большого креста (итал. Cavaliere di Gran Croce)
- Великий офицер (итал. Grand Ufficiale)
- Командор (итал. Commendatore)
- Офицер (итал. Ufficiale)
- Кавалер (итал. Cavaliere)

|                         |                        |                             |                                      |                                                       |
| Планки                  |                        |                             |                                      |                                                       |
| Кавалер итал. Cavaliere | Офицер итал. Ufficiale | Командор итал. Commendatore | Великий офицер итал. Grand’Ufficiale | Кавалер Большого креста итал. Cavaliere di Gran Croce |

## Максимальное число кавалеров
Был установлен ежегодный максимум кавалеров ордена:
- 150 кавалеров
- 50 офицеров
- 20 командоров
- 7 великих офицеров
- 4 кавалера Большого креста